# Richèl Hogenkamp
Richèl Hogenkamp (ur. 16 kwietnia 1992 w Doetinchem) – holenderska tenisistka.

## Kariera
Zadebiutowała w czerwcu 2009 roku, biorąc udział z dziką kartą w kwalifikacjach do turnieju ITF w holenderskim Apeldoorn. Nie dostała się do turnieju głównego gry pojedynczej, przegrywając w decydującym meczu z Bibiane Schoofs, zwyciężyła natomiast w grze podwójnej (w parze z Nicolette Van Uitert). Tydzień później zagrała w podobnym turnieju, w Alkmaarze, gdzie tym razem wygrała rozgrywki singlowe, pokonując w finale Biancę Botto. W sumie wygrała szesnaście turniejów singlowych i czternaście deblowych rangi ITF.
W lipcu 2010 roku wzięła udział w kwalifikacjach do turnieju WTA w Båstad, ale przegrała w pierwszej rundzie z Mirjaną Lučić. Ponownie swoich sił w tego typu rozgrywkach spróbowała w kwietniu 2012 roku, w Kopenhadze, ale i tym razem swój udział skończyła na pierwszej rundzie kwalifikacji. W czerwcu 2012 roku udanie przeszła kwalifikacje do turnieju Nürnberger Gastein Ladies w austriackim Badgastein i po raz pierwszy w karierze zagrała w turnieju głównym. Sprawiła tam dużą niespodziankę, pokonując w pierwszej rundzie Niemkę, Julię Görges, po czym przegrała w drugiej, z Hiszpanką, Estrellą Cabeza Candelą.
W latach 2010–2011 reprezentowała Holandię w rozgrywkach Pucharu Federacji w grze podwójnej.

## Życie prywatne
Obecnie związana jest z holenderską piłkarką Daphne van Kruistum.

## Wygrane turnieje rangi ITF
| turnieje z pulą nagród 100 000 $   |
| turnieje z pulą nagród 75/80 000 $ |
| turnieje z pulą nagród 50/60 000 $ |
| turnieje z pulą nagród 25 000 $    |
| turnieje z pulą nagród 15 000 $    |
| turnieje z pulą nagród 10 000 $    |

### Gra pojedyncza
|     | Data       | Turniej          | Kat. | ($)    | Naw.   | Finalistka             | Wynik         |
| 1.  | 21/06/2009 | Alkmaar          | ITF  | 10 000 | ziemna | Bianca Botto           | 7:6(6), 6:3   |
| 2.  | 09/08/2009 | Rebecq           | ITF  | 10 000 | ziemna | Constance Sibille      | 4:6, 6:3, 6:4 |
| 3.  | 30/08/2009 | Enschede         | ITF  | 10 000 | ziemna | Angelique van der Meet | 6:0, 6:3      |
| 4.  | 31/07/2010 | Ałmaty           | ITF  | 25 000 | twarda | Sopia Szapatawa        | 6:2, 6:3      |
| 5.  | 22/01/2012 | Sutton           | ITF  | 10 000 | twarda | Amy Bowtell            | 6:3, 6:2      |
| 6.  | 04/11/2012 | Stambuł          | ITF  | 25 000 | twarda | Çağla Büyükakçay       | 6:4, 6:3      |
| 7.  | 11/08/2013 | Koksijde         | ITF  | 25 000 | ziemna | Irena Pavlovic         | 6:4, 6:1      |
| 8.  | 28/09/2014 | Clermont-Ferrand | ITF  | 25 000 | twarda | Julie Coin             | 6:1, 6:3      |
| 9.  | 14/08/2016 | Koksijde         | ITF  | 25 000 | ziemna | Océane Dodin           | 6:3, 4:6, 6:3 |
| 10. | 02/09/2016 | Clermont-Ferrand | ITF  | 25 000 | twarda | Jasmine Paolini        | 6:4, 6:2      |
| 11. | 30/04/2017 | Tunis            | ITF  | 60 000 | ziemna | Lina Ǵorčeska          | 7:5, 6:4      |
| 12. | 21/05/2017 | Saint-Gaudens    | ITF  | 60 000 | ziemna | Kristie Ahn            | 6:2, 6:4      |
| 13. | 29/07/2018 | Praga            | ITF  | 80 000 | ziemna | Martina Di Giuseppe    | 6:4, 6:2      |
| 14. | 12/08/2018 | Koksijde         | ITF  | 25 000 | ziemna | Miriam Kolodziejová    | 6:4, 6:1      |
| 15. | 11/08/2019 | Koksijde         | ITF  | 25 000 | ziemna | Océane Dodin           | 4:6, 6:1, 6:4 |
| 16. | 19/09/2021 | Johannesburg     | ITF  | 25 000 | twarda | Valeria Bhunu          | 6:3, 4:6, 6:3 |